# بلوک‌غلام
بلوک غلام، روستایی است از توابع بخش مرکزی شهرستان علی‌آباد در استان گلستان ایران.

## جمعیت
این روستا در دهستان کتول قرار دارد و براساس سرشماری مرکز آمار ایران در سال 1385، جمعیت آن 283 نفر (81 خانوار) بوده‌است.